# Pretty Red Dress
Pretty Red Dress è un film del 2022 scritto e diretto da Dionne Edwards. 

## Trama
Candice va a prendere il compagno Trevis dalla prigione in cui ha trascorso un anno e da cui ora sta uscendo in libertà vigilata. Mentre lo riporta lo riporta a casa, Candice gli spiega che la figlia Kenisha rischia l'espulsione a causa della sua cattiva condotta, mentre lei ha appena ricevuto la richiesta di presentarsi a un'audizione per interpretare Tina Turner in un musical. Ritornato a casa, Trevis rivede il fratello Clive e i suoi amici, ma l'uomo rifiuta i lavori (legali e non) che gli vengono offerti.
Dopo che Candice vede uno splendido vestito rosso che sarebbe perfetto per l'audizione ma che non può permettersi, Travis accetta il lavoro offertogli dal fratello come lavapiatti e regala l'abito alla moglie. L'audizione va a gonfie vele e a Candice viene chiesto di presentarsi alla fase successiva del casting. Intanto Trevis è ossessionato dal vestito rosso che un giorno si prova, mettendosi anche del rossetto. Il ritorno a casa della figlia lo spinge a togliersi frettolosamente il vestito, anche se dimenticata di lavarsi via il trucco. Quando riprova l'abito viene colto in flagrante dalla moglie, giustificandosi con la scusa che lo aveva provato solo per scherzo.
Provandosi ancora una volta il vestito, Travis lo rovina accidentalmente e paga la figlia per confessare di essere stata lei a sgualcirlo. Intanto al ristorante Clive vede che il fratello indossa biancheria femminile e ricorda che anche durante l'adolescenza avesse l'abitudine di vestirsi da donna. Intanto a scuola Kenisha racconta all'amica Cicely del segreto del padre, facendole giurare di non dirlo a nessuno. La ragazza intanto chiede ai genitori come comportarsi con un ragazzo che le piace, ma quando i due sorprendono la figlia in una situazione apparentemente intima con Cicely, Travis e Candice credono che Kenisha sia lesbica. 
A scuola, Kenisha viene presa in giro da compagni che affermano che suo padre sia gay e quando la ragazza reagisce violentemente viene espulsa. Candice incolpa Travis sia della (presunta) omosessualità della figlia che della sua cattiva condotta, intimandogli di andarsene di casa e portare il vestito con sé. Mentre si trova al parco, Trevis indossa il vestito rosso e si mette a camminare fieramente per strada, venendo aggredito e picchiato brutalmente da quattro uomini. Convocati dalla preside per parlare di Kanisha, Travis ammette sia il suo travestitismo e si assume la colpa dei problemi comportamentali di Kenisha, a cui il preside concede un'ultima possibilità. Candance non viene scritturata per il musical, ma decide di fondare una cover band di Tina Turner e, riappacificatasi con Travis, accetta la sua proposta di matrimonio.

## Promozione
Il primo trailer del film è stato pubblicato il 20 aprile 2023.

## Distribuzione
Il film è stato presentato in anteprima mondiale il 9 ottobre 2022 in occasione del BFI London Film Festival e poi distribuito nelle sale britanniche e irlandesi il 16 giugno 2023.

## Riconoscimenti
- 2023 - British Independent Film Awards
  - Candidatura per la miglior interpretazione non protagonista ad Alexandra Burke
  - Candidatura per il miglior produttore rivelazione a Georgia Goggin